# Lassi Lappalainen
Lassi Lappalainen (Espoo, 1998. augusztus 24. –) finn válogatott labdarúgó, az amerikai Columbus Crew csatárja.

## Pályafutása

### Klubcsapatokban
Az Espoon Palloseura és a Helsingin JK korosztályos csapataiban nevelkedett. 2016. április 2-án mutatkozott be a HJK első csapatában az IFK Mariehamn elleni bajnoki mérkőzésen. 2017. július 21-én kölcsönbe került a Rovaniemen PS csapatához. Két nappal később a Seinäjoen JK ellen góllal mutatkozott be. 2019. július 19-én az olasz Bologna szerződtette. Július 25-én jelentették be, hogy kölcsönbe vette a Montreal Impact csapata, amelyet később CF Montréalra neveztek át. 2019. július 28-án megszerezte első két bajnoki gólját a Philadelphia Union ellen 4–0-ra megnyert találkozón. Kölcsönszerződését két alkalommal is meghosszabbították. 2021. december 3-án végleg szerződtették. 2025. január 8-án a Columbus Crew 1+1 évre szerződtette.

### A válogatottban
Többszörös korosztályos válogatott. 2019. január 8-án mutatkozott be a felnőtt válogatottban Svédország ellen. 2021. június 1-jén bekerült a 2020-as labdarúgó-Európa-bajnokságra utazó végleges keretbe.

## Statisztika

### A válogatottban
2021. június 16-i állapot szerint.
| Finnország | Finnország | Finnország |
| Év         | Mérk.      | Gólok      |
| ---------- | ---------- | ---------- |
| 2019       | 7          | 0          |
| 2020       | 0          | 0          |
| 2021       | 2          | 0          |
| Összesen   | 9          | 0          |

## Sikerei, díjai
- HJK
  - Finn kupa: 2016–17
  - Finn ligakupa: 2015

- CF Montréal
  - Kanadai kupagyőztes: 2019,[14] 2021[15]